# آبشار داگلاس
آبشار داگلاس (به انگلیسی: Douglas Falls) آبشاری است که در کشور ایالات متحده آمریکا واقع شده‌است و بلندترین ریزشگاه آن ۲۱ متر ارتفاع دارد. حوضهٔ آبریز این آبشار، رود بلک واتر است.